# Wohltorf
Wohltorf est une commune d'Allemagne de l'État du Schleswig-Holstein située dans l'arrondissement du duché de Lauenbourg.

## Géographie
Elle est située à 20 km à l'est de Hambourg, au sud-ouest de la forêt de Sachsenwald. Elle est mitoyenne de Krabbenkamp au nord et Silk au nord-ouest (quartiers de la ville de Reinbek), la route K 18 la traverse et la rivière Bille y coule. À l'est, elle est délimitée par des champs cultivés.

## Histoire
Il est fait mention de Wohltorf pour la première fois en 1308. Pendant le premier Empire, elle est intégrée au département des Bouches-de-l'Elbe et dotée d'une mairie.

## Jumelage
- Mortagne-sur-Sèvre (France)

## Personnalités
- Otto von Bülow vécut et mourut à Wohltorf.
- Karsten Huck (1945-), cavalier né à Wohltorf.